# Geißkopf
Der Geißkopf ist ein 1097,4 m ü. NHN hoher Berg im Bayerischen Wald.

## Lage
Der Geißkopf liegt nahe der Gemeinde Bischofsmais in der Breitenau, einem Gebiet, zu dem auch Breitenauriegel, Dreitannenriegel und Einödriegel gehören.

## Tourismus
Der Berg wird seit den 1960er Jahren als Naherholungsgebiet und für den Tourismus bewirtschaftet. Neben Wandermöglichkeiten gibt es eine 1967/68 eröffnete, 1142 Meter lange Sesselbahn, 3 längere und 3 kürzere Schlepplifte mit 9 Skiabfahrten sowie eine Sommer- und Winterrodelbahn. Im Sommer können mit der Sesselbahn auch Mountainbikes transportiert werden, 12 Abfahrten im Bikepark stehen zur Verfügung. Auf dem Gipfel steht eine Berggaststätte und ein 23 Meter hoher hölzerner Aussichtsturm, der einen weiten Rundumblick über den hinteren Bayerischen Wald ermöglicht. Dort befindet sich auch eine Sendeantenne zur Verbreitung des Radioprogramms von „Unser Radio Regen“ auf 89,3 MHz mit 200 W ERP. Er gehört damit zu den wenigen Holztürmen, die heutzutage Rundfunkprogramme verbreiten.
Wenige hundert Meter vom Gipfel entfernt befindet sich die Oberbreitenau, eine früher besiedelte Lichtung. Heute befindet sich dort das vom Bayerischen Wald-Verein bewirtschaftete Landshuter Haus.

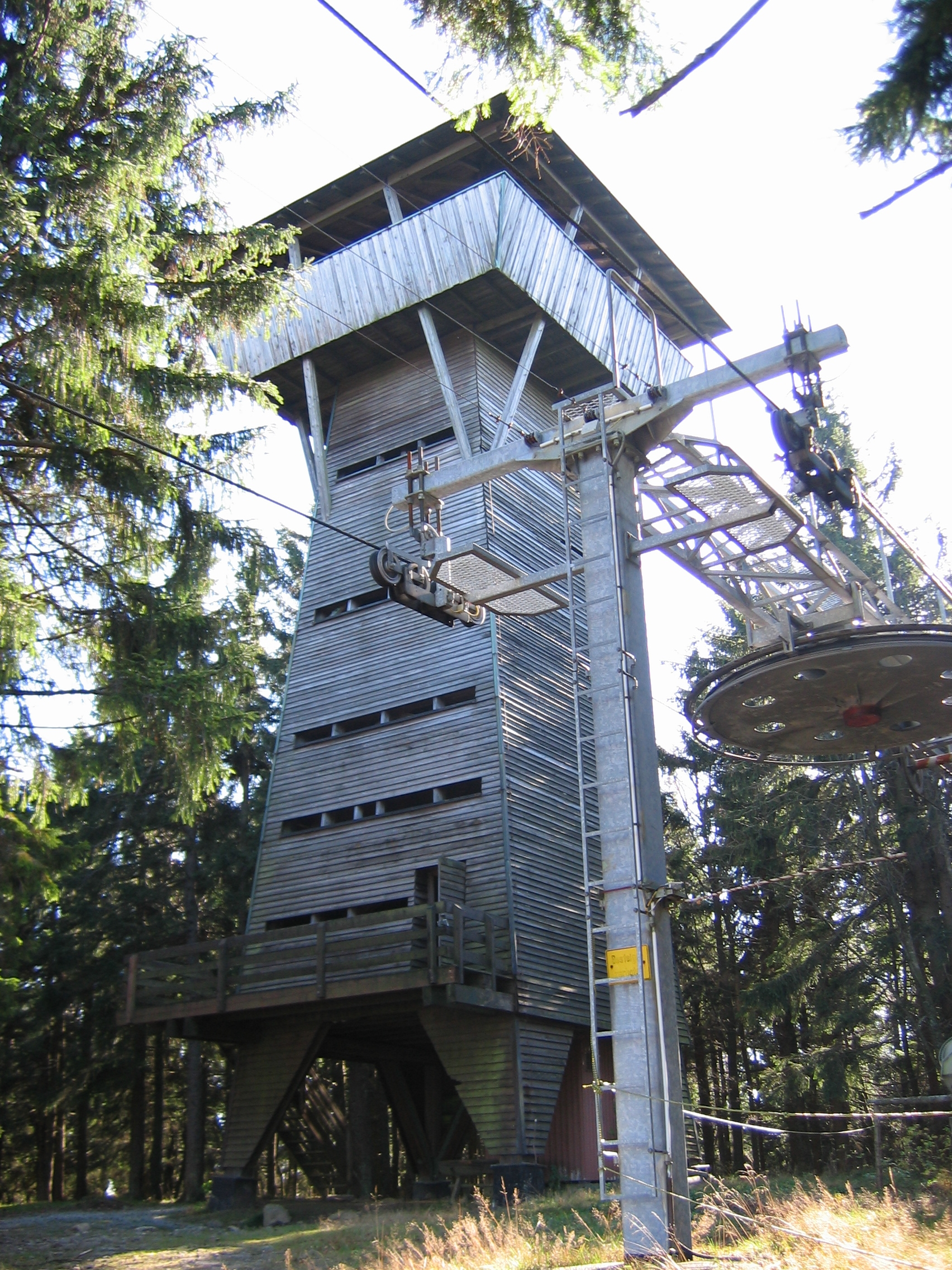
Aussichtsturm
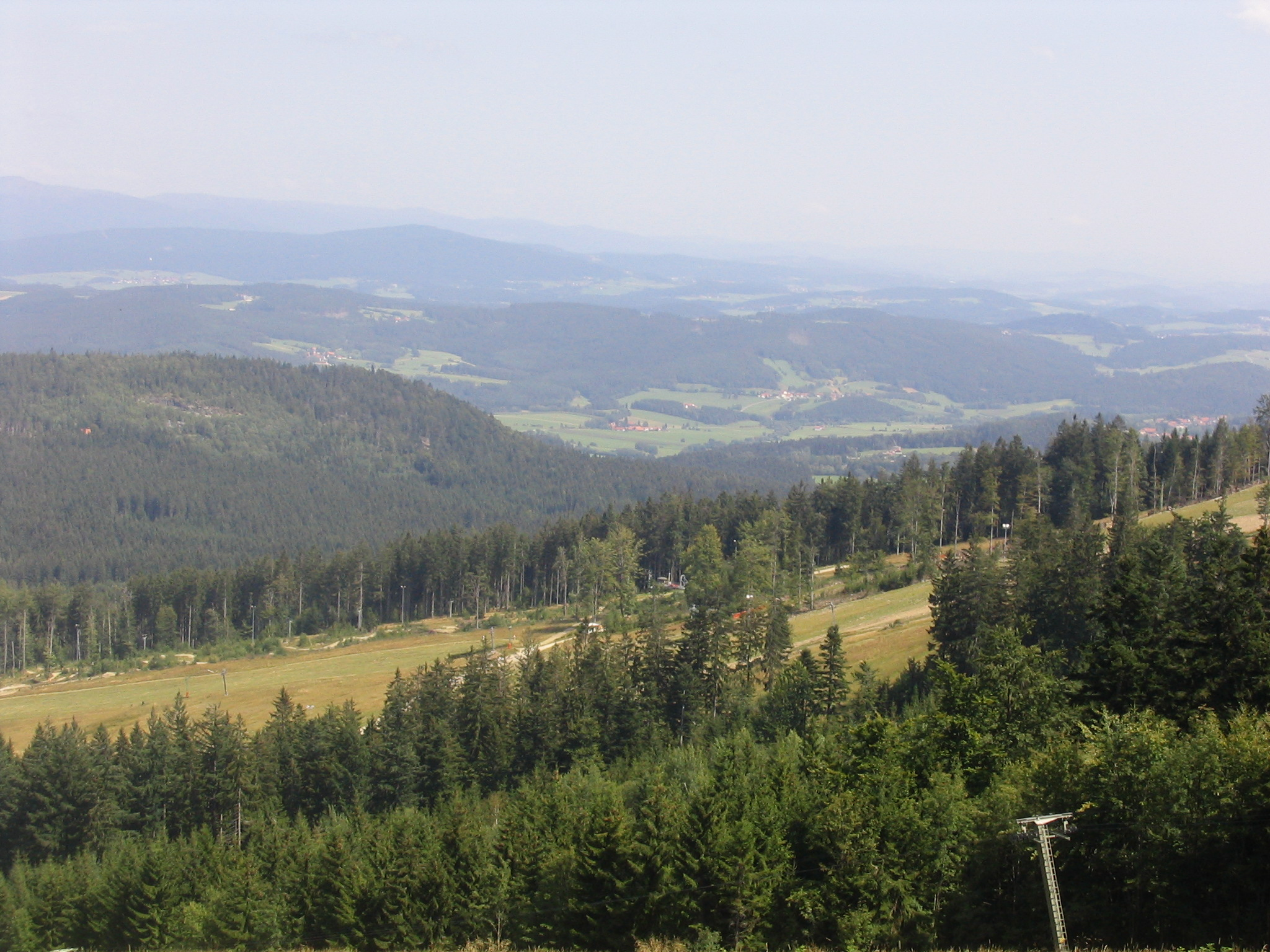
Blick vom Geißkopf
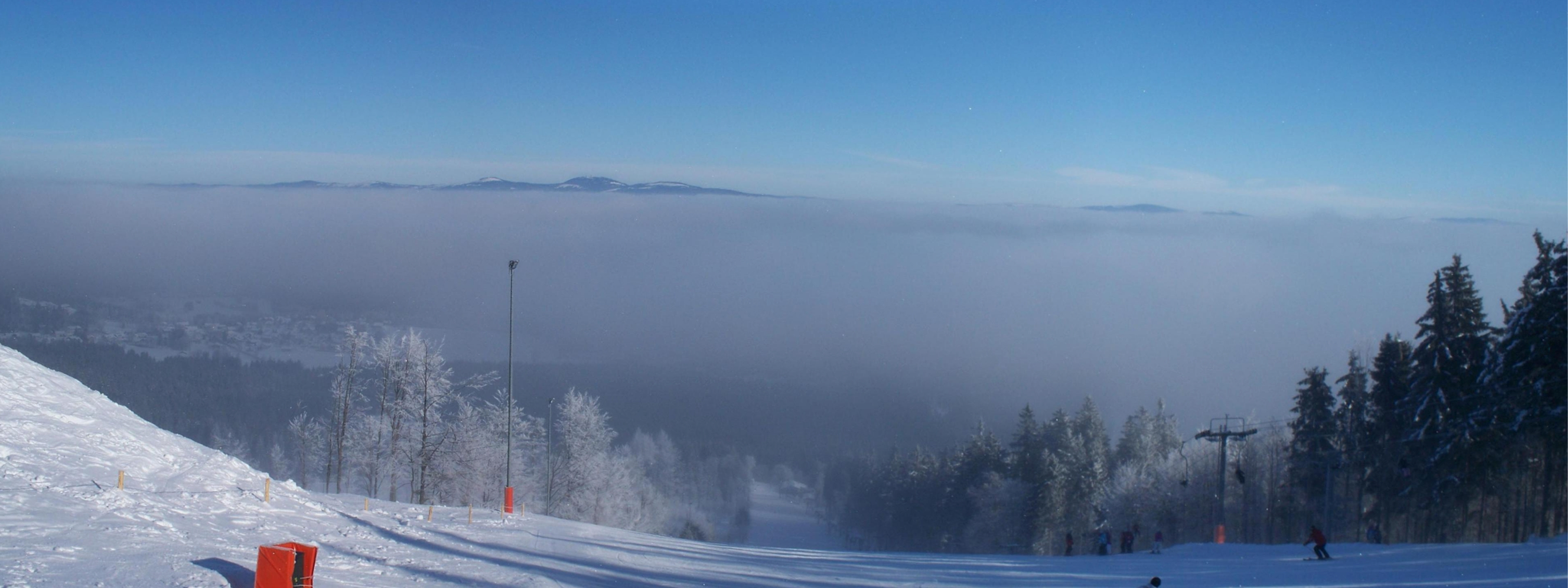
Wintertourismus am Geißkopf